# Blackhearts and Jaded Spades
Blackhearts and Jaded Spades è un album discografico del gruppo britannico Tokyo Blade, pubblicato nel 1985 per l'etichetta discografica Zoom Club Records.

## Il disco
Registrato nel corso del tour di supporto a Night of the Blade, con Blackhearts and Jaded Spades i Tokyo Blade cambiarono nettamente il tipo di sonorità, avvicinandosi all'hard rock melodico (caratterizzato da chitarre meno distorte e dalla presenza massiccia degli strumenti elettronici) nel tentativo di conquistare una più ampia parte di pubblico. Il disco, contrariamente alle aspettative del gruppo, si rivelò un fallimento a livello commerciale determinando il collasso della band.

## Tracce
1. Dirty Faced Angels – 3:27 (testo: Vic Wright – musica: Andy Boulton)
2. Make it Through the Night – 4:00 (testo: Vic Wright – musica: Andy Boulton, John Wiggins)
3. Always – 3:33 (testo: Vic Wright – musica: Andy Boulton)
4. Loving You Is an Easy Thing to Do – 3:39 (testo: Vic Wright – musica: Andy Boulton)
5. Undercover Honeymoon – 4:19 (testo: Vic Wright – musica: Andy Boulton)
6. You Are the Heart – 4:57 (testo: Vic Wright – musica: Andy Boulton)
7. Blackhearts and Jaded Spades – 3:55 (testo: Vic Wright – musica: Andy Boulton)
8. Tough Guys Tumble – 3:26 (testo: Vic Wright – musica: Andy Boulton)
9. Dancing in Blue Moonlight – 4:21 (testo: Vic Wright – musica: Andy Boulton)
10. Playroom of Poison Dreams – 5:20 (testo: Vic Wright – musica: Andy Boulton)
11. Monkey's Blood – 3:05 (testo: Vic Wright – musica: Andy Boulton)
12. The Magic Roundabout – 0:45 (testo: Vic Wright – musica: Andy Boulton)

Durata totale: 44:47

## Formazione

### Gruppo
- Vic Wright - voce
- Andy Boulton - chitarra, voce
- John Wiggins - chitarra
- Andy Wrighton - basso, voce
- Steve Pierce - batteria

### Altri musicisti
- Nick Coler - tastiere